# Domino : La Guerre silencieuse
Pour les articles homonymes, voir Domino.
Pour plus de détails, voir Fiche technique et Distribution.
Domino : La Guerre silencieuse (Domino) est un film multinational réalisé par Brian De Palma et sorti en 2019.
Ce film marque le retour du cinéaste américain, sept ans après Passion. Le film connaît une sortie limitée et n'est visible aux États-Unis qu'en vidéo à la demande.

## Synopsis
Juin 2020. Policier à Copenhague, Christian Toft voit son coéquipier Lars Hansen se faire tuer par un terroriste membre de l'ISIS, Ezra Tarzi. Il part alors sur les traces de ce dernier, avec l'aide de la maîtresse de son défunt collègue, une inspectrice des Affaires Internes nommée Alex Boeil. Leur enquête les mène de la Scandinavie à l'Espagne, au cœur d'une Europe menacée par le terrorisme. Ils côtoient notamment l'agent de la CIA Joe Martin,.

## Fiche technique
Sauf indication contraire, les informations mentionnées dans cette section peuvent être confirmées par la base de données cinématographiques IMDb,  présente dans la section « Liens externes ».
- Titre original : Domino
- Titre français : Domino : La Guerre silencieuse
- Réalisation : Brian De Palma
- Scénario : Petter Skavlan
- Musique : Pino Donaggio
- Direction artistique : Kristel Dotremont et Kurt Loyens
- Décors : Cornelia Ott
- Costumes : Charlotte Willems
- Photographie : José Luis Alcaine
- Montage : Bill Pankow
- Production : Michel Schønnemann

Coproduction : Roberto Capua, Jacqueline de Goeij, Antonio P. Pérez, Leonardo Recalcati, Els Vandevorst et Johan Vanhalle
Production déléguée : Jean-Baptiste Babin, Peter Garde, David Atlan Jackson, Petter Skavlan, Joel Thibout
- Sociétés de production : Backup Media, Mollywood, N279 Entertainment, Recalcati Multimedia, Schønne Film, Canal+, Ciné+, Open Road Films et Zilvermeer Productions
- Sociétés de distribution : Saban Films (États-Unis), Metropolitan Filmexport (France)
- Budget : environ 7 800 000 $
- Pays d'origine :  Danemark,  France,  Belgique,  Italie,  Pays-Bas,  États-Unis,  Royaume-Uni
- Langues originales : anglais, français, arabe et espagnol
- Format : couleur - 1,85:1
- Genre : thriller, policier
- Durée : 89 minutes
- Dates de sortie[3] :
  - États-Unis : 31 mai 2019 (vidéo à la demande)
  - France : 12 octobre 2019 (en vidéo)

## Distribution
- Nikolaj Coster-Waldau (VF : Damien Boisseau) : Christian
- Guy Pearce : Joe Martin
- Carice van Houten : Alex
- Thomas W. Gabrielsson : Wold
- Ériq Ebouaney : Imran
- Younes Bachir : Miguel
- Jacob Lohmann : un policier
- Søren Malling : Lars Hansen
- Paprika Steen : Hanne Toft
- Morten Holst : un policier
- Ella-June Henrard : la jeune mannequin (non créditée)
- Verona Verbakel : la secrétaire Wold
- Nicolas Bro : Porter

## Production

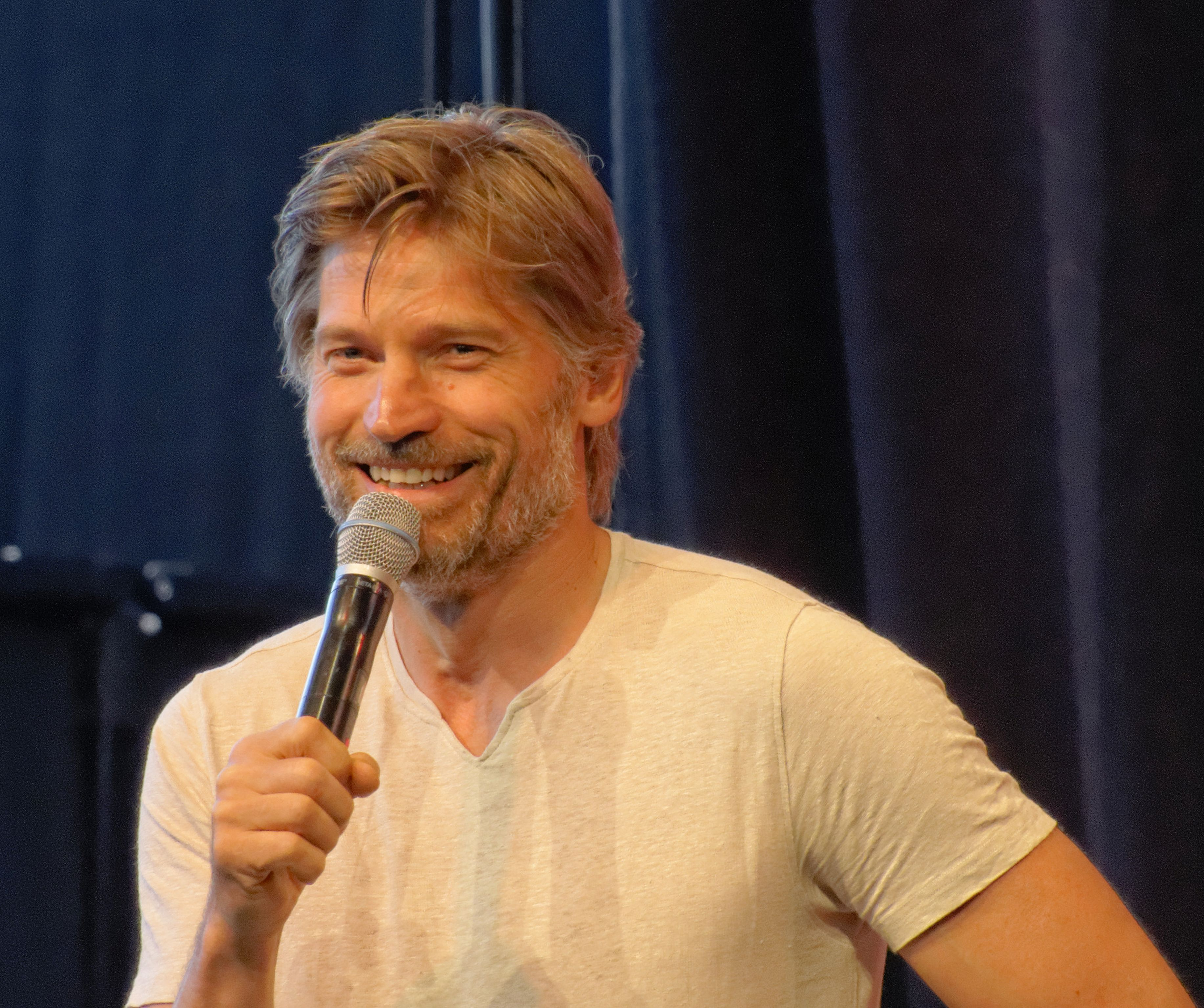
L'acteur principal Nikolaj Coster-Waldau au Stuttgart Comic-Con 2018.

### Genèse et développement
Alors que Brian De Palma était annoncé sur d'autres projets, notamment avec Al Pacino,,, il est confirmé comme réalisateur d'une coproduction européenne intitulée Domino. Le projet est révélé en mai 2017 par le producteur Michel Schønnemann.
En juin 2018, à l'occasion de la parution de son premier roman, Brian De Palma déclare à propos de Domino (alors toujours en postproduction) : « Le film était très mal financé. J'ai passé beaucoup de temps dans des chambres d'hôtel à attendre que l'argent pour qu'on puisse continuer à tourner arrive. J'ai passé 100 jours en Europe et on n'a pu tourner que 30 jours. Mais, je ne sais pas comment, on a quand même réussi à faire naître un film de cette situation complètement chaotique et j'espère que vous pourrez le voir bientôt ».

### Attribution des rôles
En mai 2017, en même temps que l'annonce du projet, Christina Hendricks et Nikolaj Coster-Waldau sont confirmés dans les rôles principaux. Cependant, en juin 2017, il est révélé que Carice van Houten reprend le rôle de Christina Hendricks.
L'acteur français Ériq Ebouaney avait déjà tourné sous la direction de Brian De Palma dans Femme fatale (2002).

### Tournage
Le tournage débute en juin 2017. Il a lieu au Danemark (Copenhague), en Belgique (Anvers, Borgerhout, Bruxelles, Lint), en Italie (Cagliari et d'autres villes de Sardaigne), en Espagne (arènes d'Almería) et aux Pays-Bas (Amsterdam).

### Musique
L'Italien Pino Donaggio compose la musique du film. Il avait déjà travaillé sur d'autres films du réalisateur : Carrie au bal du diable (1976), Home Movies (1980), Pulsions (1980), Blow Out (1981), Body Double (1984), L'Esprit de Caïn (1992) et Passion.

## Sortie

### Dates de sortie
Le film est initialement prévu pour 2018 mais connaît de nombreux problèmes de financement et une postproduction assez longue. En mars 2019, il est annoncé que Saban Films distribuera le film aux États-Unis pour une sortie limitée en salles et en vidéo à la demande.
En France, le film sort en direct-to-video, le 12 octobre en DVD et Blu-ray, édités par Metropolitan Vidéo.

### Accueil critique
Le film reçoit un accueil négatif lors de la sortie en VàD aux États-Unis. Sur l'agrégateur Rotten Tomatoes, il récolte 32% d'opinions favorables pour 56 critiques et une note moyenne de 4,28⁄10. Sur Metacritic, il obtient une note moyenne de 40⁄100 pour 20 critiques. Pour The Hollywood Reporter , Brian De Palma « s'est rarement rendu coupable de platitude, comme c'est le cas avec Domino, un thriller antiterroriste offrant juste un peu plus d'excitation qu'une procédure policière standard à la télévision ». Pour Screen Daily, Domino est « un ramassis de clichés réchauffés. Au lieu de son vieux style classieux et sa violence excentrique, Brian De Palma ne délivre que des frissons bas de gamme et d'immondes stéréotypes dans un sachet de junk-food détrempé ».
Pour The Playlist, le film est un gâchis  : c'est « un exercice où l'on voit De Palma travailler avec un budget qui semble s'être évaporé en cours de route. De studios de mauvaise qualité à des effets numériques pauvres, le cinéaste résiste dans une bataille perdue d'avance contre de faibles valeurs de production, qui sapent ses efforts à chaque étape. Le film semble vaincu avant même de commencer, et c'est dommage, parce qu'on y aperçoit des flashs de De Palma, tentant de laisser sa marque dans une situation qu'il ne pouvait pas gagner ». Pour The New Yorker « L'intrigue politique est dépassée et stéréotypée, les personnages pourraient tout aussi bien être des jouets en liquidation, et le gore est répulsif et gratuit ». Pour Slant Magazine, Domino contient « des mouvements de caméra trop rapides pour que ses images transmettent l'irrépressible force de la provocation ».
Dans la critique parue dans Birth. Movies. Death, on peut notamment lire qu'en raison de sa production compliquée le film est « extrêmement perfectible » même si « Quelques séquences ressortent [notamment] une séquence de fusillade dans laquelle le tireur a une caméra à la fois sur son visage et derrière son arme (comme dans un jeu de tir à la première personne), ajoutant une touche de XXIe siècle dans l'usage du split screen par De Palma ». La critique de The Film Stage souligne malgré tout quelques qualités du film  : « C'est un plaisir chaotique , presque méchant, profondément sérieux au sujet des blessures du terrorisme contemporain, et assez intelligent pour se moquer des circonstances autour de ceux qui le combattent ».
La critique française met également en avant les difficultés rencontrées lors de la production : « Domino n’est pas malade : il est au-delà. C’est le film le plus fauché, le plus décharné de toute la carrière de De Palma. [...] Chaque plan ou presque témoigne des difficultés de tournage ».